# Husajn Fáris
Husajn Fáris (hebrejsky: חסין פארס‎, arabsky: حسين فارس‎, 18. září 1935 – 28. dubna 2021 Akko) byl izraelský politik a bývalý poslanec Knesetu za strany Mapam a Merec.

## Biografie
Narodil se v obci Kafr Ša'ar. Absolvoval střední školu v Kafr Jasif, bakalářský titul v oboru blízkovýchodních studií a arabské literatury získal na Haifské univerzitě. Patří do komunity izraelských Arabů.

## Politická dráha
Byl koordinátorem arabské mládežnické organizace a členem vedení organizace ha-Šomer ha-ca'ir. Zasedal ve vedení Svazu učitelů. Byl editorem arabskojazyčného listu vydávaného stranou Mapam. Předsedal Výboru proti rasismu a za koexistenci v  západní Galileji.
V izraelském parlamentu zasedl po volbách v roce 1988, do nichž šel za stranu Mapam. Stal se členem výboru pro vzdělávání a kulturu a výboru pro jmenování islámských soudců. V průběhu volebního období strana Mapam vplynula do nové formace Merec. Ve volbách v roce 1992 mandát neobhájil.